# Нарис (жанр журналістики)
На́рис — малий оповідний художньо-публіцистичний жанр, у якому автор зображує дійсні події та факти. Найчастіше нариси присвячуються відтворенню сучасних подій чи зображенню людей, яких особисто знав письменник..
На́рис —центральний жанр публіцистики, що передбачає оперативний відгук на суспільно важливу подію, розкриття образу цікавої особи, створення портрету колективу, розповідь про побут, звичаї й людей певного регіону своєї й чужої країни. Цей жанр дав назву одній з рольових спеціалізацій у журналістиці: автори нарисів тут називаються «нарисовці»..

## Предмет жанру
Предметом нарису може бути будь-який факт чи явище реальної дійсності, узятий як проблема, у площині своєї суспільної, моральної, загальнолюдської значимості. Арматурою нарису є авторська думка, доведення певної концепції взятої до вивчення проблеми, пропонування шляхів її розв'язання.

## Особливість жанру
Особливість нарису — широке використання в ньому елементів художнього мислення: створення портретів героїв (причому не лише зовнішніх, але й психологічних), зображення їх у дії, за допомогою розгорнутої мовної характеристики, використання вимислу й домислу, зображення пейзажів, інтер'єрів та екстер'єрів, наведення красномовних деталей і подробиць. Автор створює сюжет, розбудовує публіцистичний конфлікт, вдається до психологічного аналізу. Усе, що може наблизити героїв до читача, запліднити його авторським баченням подій і проблем, активно використовує нарисовець. Нарис споріднений з оповіданням і найближчий його родич. Часто нарисом називають оповідання, в основі якого лежить документальний сюжет. Жанр нарису, крім самостійного значення, відіграє величезну роль у справі літературного навчання, надзвичайно корисний для молодого письменника, який тільки-но пробує сили й вигострює перо.

## Види нарису
- портретний нарис — розповідь про людину, її життя, погляди;

- проблемний нарис — автор насамперед аналізує важливу проблему в її проявах через дії людей. Тому людина залишається на другому плані.

- науково-популярний нарис розповідає про наукову проблему глибоко й доказово, але доступно й популярно.

- подорожній нарис — розповідь про подорож до визначних місць.